# Вергински златен миртов венец
Вергинският златен миртов венец (на гръцки: Χρυσό στεφάνι της Βεργίνας) е древномакедонско погребално украшение от античния град Еге, край днешното село Вергина, Гърция. Направен е от злато и изобразява венец от листа на мирта и цветя, които са изключително реалистични. Венецът е сред най-ценните находки, намерени при разкопките на Вергинските царски гробници. Датиран е към македонската епоха и е смятан, че е притежание на Меда от Одесос, тракийска принцеса и пета съпруга на Филип II Македонски.
След реставрацията Вергинският златен миртов венец има 80 листа и 112 цветя. Основният венец, от който са покълнали малките клонки, се състои от тясна цилиндрична пръчка, чиито два края са сплескани чрез усукване заедно. Вътрешният диаметър на основната тръба е 0,18 - 0,16 m., докато външната е 0,26 - 0,23 m.
Находките от гробниците са изложени първоначално в Солунския археологически музей, но са преместени в 1997 година в Музея на Вергинските царски гробници, където днес е венецът на Меда заедно с други ценни находки от гробниците, сред които е венецът на Филип II Македонски.
Венецът на Меда е част от голяма пътуващата изложба със съкровища от Древна Гърция, организирана от 21 гръцки и 4 северноамерикански музея.